# El·lioteri
L'el·lioteri (Elliotherium kersteni) és un gènere extint de cinodont que visqué al que avui en dia és Sud-àfrica durant el Triàsic superior. Morfològicament, s'assembla molt al seu parent proper Chaliminia musteloides. Fou descrit a partir d'un crani fragmentari trobat a la província de l'Estat Lliure.